# RAF Alconbury

i7
i11
i13
Die Royal Air Force Station Alconbury (IATA-Code: AYH, ICAO-Code: EGWZ), kurz RAF Alconbury, ist ein von den United States Air Forces in Europe (USAFE) genutzter Militärflugplatz im Vereinigten Königreich, zwischen Cambridge und Peterborough in der Grafschaft Cambridgeshire, East Anglia. Die Basis bildet zusammen mit RAF Molesworth und RAF Upwood, letztere seit 2012 nur noch als Außenstelle von Alconbury, die sogenannte Tri-Base-Area (siehe unter Sonstiges), fliegende Verbände sind hier dauerhaft nicht mehr stationiert.
Anfang 2015 wurde bekannt, dass Alconbury und auch Molesworth demnächst an die Briten zurückgegeben werden. Die hier stationierten Einheiten sollen frühestens 2024 nach RAF Croughton verlegt werden. Da das britische Verteidigungsministerium keinen weiteren Bedarf für die Areale hat, sollen die Basen der zivilen Konversion unterzogen werden.

## Geschichte

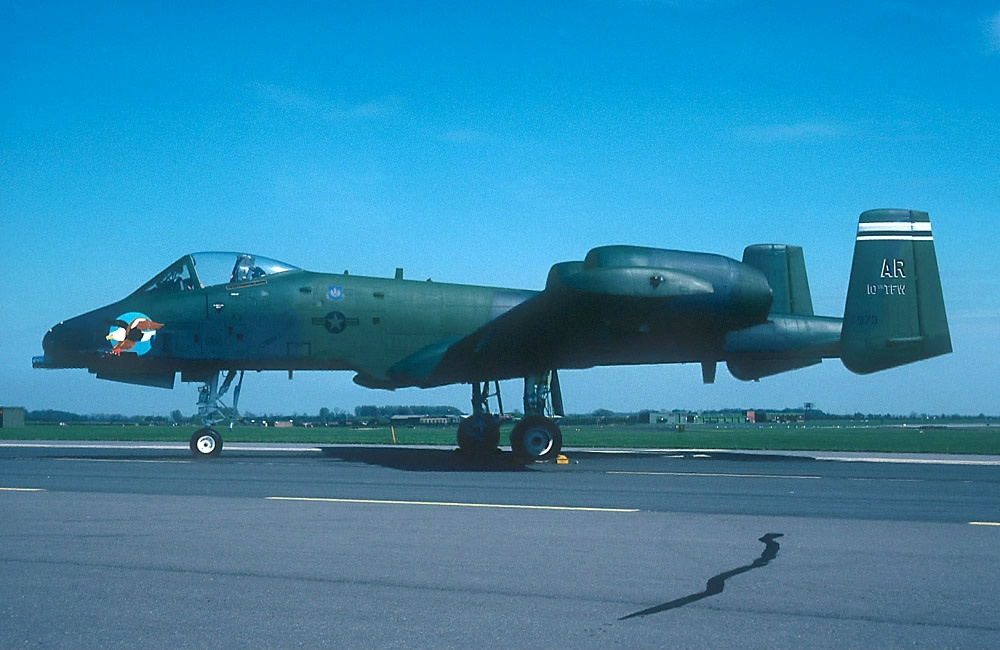
A-10A, 10. Tactical Fighter Wing, 1988

Der Militärflugplatz entstand ab 1938 für die Royal Air Force (RAF) als Satellitenplatz von RAF Upwood, das wenige Kilometer nordöstlich lag, und wurde 1939 eröffnet. Mit Ausbruch des Zweiten Weltkrieges wurde die Station dem Bomber Command unterstellt und fungierte zunächst als der Teil der 2. Group als Satellitenflugfeld des ebenfalls nahegelegenen Flugplatzes RAF Wyton. Die erste permanent stationierte Staffel war ab April 1940 die mit Blenheims ausgerüstete 15. Squadron, die ihren Luftangriff auf einen von der deutschen Luftwaffe eroberten Flugplatz bei Rotterdam flog. Parallel zur Umrüstung auf die Wellington erfolgte im November 1940 die Unterstellung Wytons und Alconburys zur 3. Group. und in Folge wurde der Platz ausgebaut.

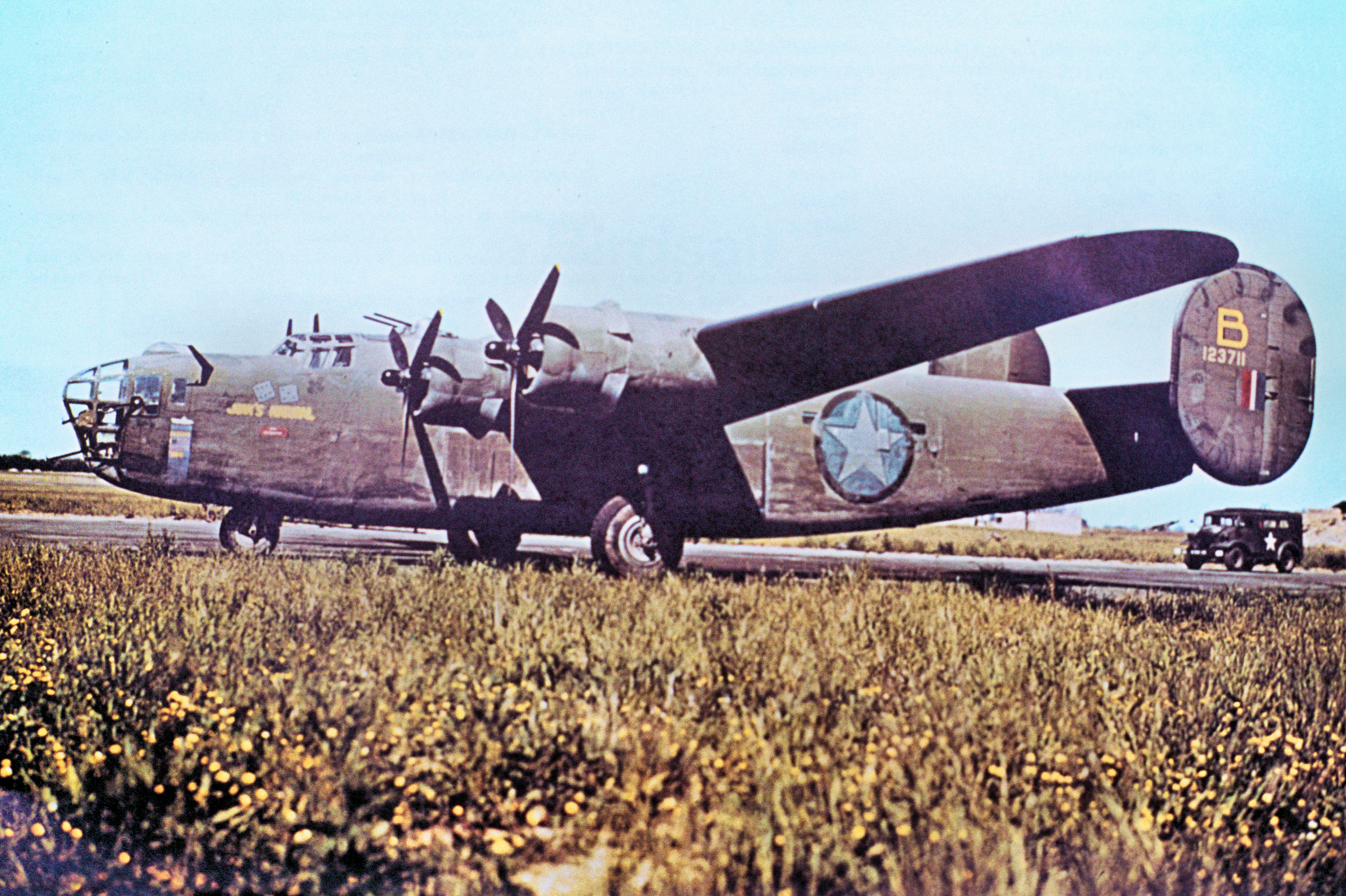
B-24D, 93. Bombardment Group, 1942

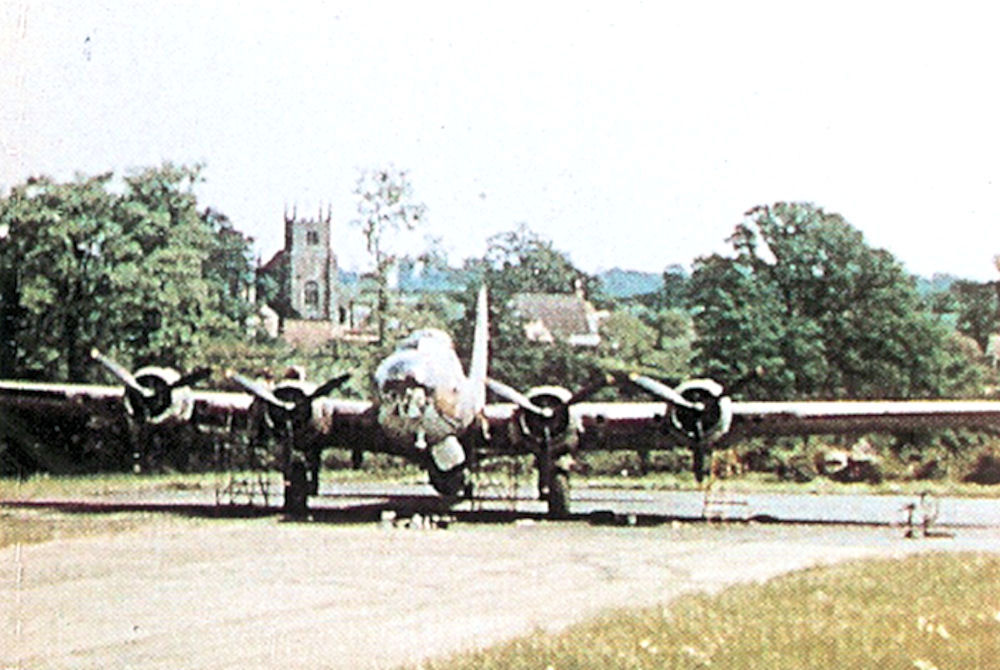
B-17F, 92. Bombardment Group, 1943

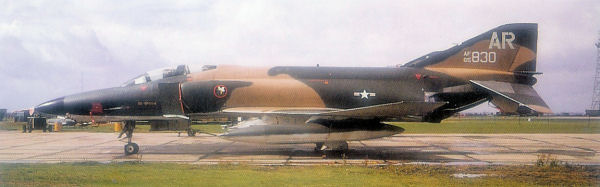
RF-4C, 1. Tactical Recon. Sqn, 1971

Im Mai 1942 wurde Alconbury als eine von 28 Basen, die von der Eighth Air Force genutzt werden sollten, auserkoren. Nach Abzug der RAF-Maschinen wurde der Platz zunächst weiter ausgebaut und ab September 1942 lag hier als erster fliegender Verband die 93. Bombardment Group (Heavy), die mit vier Staffeln B-24 Liberator ausgerüstet war. Zwei Monate später besuchte König Georg VI. den ersten B-24 US-Verband auf europäischem Boden. Im Januar 1943 machte die Gruppe der mit vier Staffeln B-17 Flying Fortress ausgerüsteten 93. Bombardment Group (Heavy) Platz, später im Frühjahr und Sommer lag hier auch für einige Zeit die 95. Bombardment Group (Heavy).
Im September 1943 begann Alconburys jahrzehntelange Verbindung mit Spezialeinsätzen, als beschlossen wurde, die Basis für Pfadfinder-Missionen zu nutzen. Die 482. Bombardment Group (Pathfinder) wurde im August 1943 mit drei Staffeln aufgestellt, ihre Aufgabe bestand ab dem Frühjahr 1944 u. a. in der Radarschulung. Daneben unterstützte die Einheit verdeckte Einsätze des Office of Strategic Services, die Ausrüstung bestand mehrheitlich wiederum aus B-24.
Nach Auflösung der letzten US-Bomberstaffel, der 36. Bomb Squadron Mitte Oktober 1945 diente die Station der RAF zur Munitionslagerung und -vernichtung, bevor RAF Alconbury mit Beginn des Kalten Krieges erneut unter US-Kontrolle kam. Die Basis wurde zum Betrieb von Jetflugzeugen erneut erweitert, 1953 durch die USAFE in Dienst gestellt und beherbergte von 1955 bis 1959 die 86. Bombardment Squadron, die anfangs mit B-45 Tornado und ab 1958 mit B-66 Destroyer ausgerüstet war. (Sie unterstand dem 47. Bombardment Wing in RAF Sculthorpe in Norfolk). Kurzfristig beherbergte die Basis Ende der 1950er Jahre zusätzlich auch Transport- und Wetterbeobachtungsstaffeln.
Im August 1959 verlegte das 10. Tactical Reconnaissance Wing aus Spangdahlem kommend nach Alconbury und sollte hier, am Ende mit geänderter Rolle und Bezeichnung, bis 1994 stationiert bleiben. Das Geschwader war zunächst mit der Aufklärungsversion RB-66 der B-66 ausgerüstet und zwei seiner Staffeln lagen in Alconbury, je eine weitere in RAF Bruntingthorpe in Leicestershire und RAF Chelveston in Northamptonshire. Daneben gab es Detachements auf französischen Basen, z. B. in Toul. Im Mai 1965 begann die Umrüstung der beiden Staffeln auf die RF-4C Phantom II, zu denen sich eine dritte vormals im französischen Laon beheimatete Staffel gesellte. Aufgrund des Aufkommens von Spionagesatelliten konnten 1976 zwei der drei Staffeln außer Dienst gestellt werden. Neben der verbliebenen Aufklärungsstaffel war in Alconbury zwischen 1976 und 1988 die mit F-5E ausgerüstete 527. Tactical Fighter Training and Aggressor Squadron beheimatet.
Mit der Aufstellung des 17. Reconnaissance Wing 1982 wurde auch das SAC wieder Nutzer der Station, die 95. Reconnaissance Squadron flog die TR-1/U-2R Dragon Lady. Anfang 1988 wurde auch die letzte verbliebene RF-4C Staffel, die 1. Reconnaissance Squadron deaktiviert und RAF Alconbury wurde neben den TR-1-Aufklärern Heimatstützpunkt von zwei Staffeln A-10A Thunderbolt, das Geschwader wurde in 10. Tactical Fighter Wing umbenannt. Nach Jahren intensiven Flugbetriebes wurde die Start- und Landebahn Ende der 1980er Jahre saniert und die zwischenzeitlich ausquartierten Einheiten verlegten zur Vorbereitung der Operation Desert Storm 1990 in den Mittleren Osten.
Die beiden A-10 Staffeln wurden mit Ende des Kalten Krieges 1991 und 1992 deaktiviert und deren Luftfahrzeuge wurden in die USA zurückverlegt, die TR-1 waren ebenfalls 1991 auf ihren Typstützpunkt Beale AFB verlegt worden. (Die 95. RS ist heute in RAF Mildenhall als RC-135 Staffel beheimatet.) RAF Alconbury wurde in Folge kurzfristig Heimat der 352. Special Operations Group. Dieser unterstanden zwei MC-130 Staffeln sowie die 21. Special Operations Squadron mit MH-53J-Helikoptern. Die Gruppe verlegte bereits 1995 nach Mildenhall, wo die beiden MC-130 noch heute stationiert sind. Damit endete der reguläre Flugbetrieb.

## Heutige Nutzung
Die Basis beherbergt seit 1995 als Hausherr den folgenden nicht-fliegenden Verband:
- 423. Air Base Group, die Einheit ist für den Unterhalt der Infrastruktur verantwortlich (siehe auch unten unter Sonstiges) und betreut somit andere Verbände.

## Sonstiges
Die in Alconbury stationierte 423. Air Base Group betreut zwei weitere Einrichtungen, RAF Molesworth (zirka 15 km westlich) und eine weitere Außenstelle, die bis 2012 als RAF Upwood bezeichnet wurde (zirka 8 km nordöstlich). Man bezeichnet die drei (früheren) Flugplätze daher auch als Tri-Base-Area. Molesworth und Upwood sind heute kein Flugplätze mehr.

### RAF Molesworth
RAF Molesworth wurde in den 1980er Jahren zum Standort für BGM-109G Gryphon-Marschflugkörper umgebaut (siehe NATO-Doppelbeschluss). Militärischer Flugbetrieb fand hier bereits während des Ersten Weltkrieges statt. Im Zweiten Weltkrieg diente die Basis ebenfalls als US-Bomber-Stützpunkt. Während des Kalten Krieges beschränkte sich der Flugbetrieb auf die Stationierung von Transportfliegern in den 1950er Jahren. Erst mit dem NATO-Doppelbeschluss wurde die Station reaktiviert. Das 303. Tactical Missile Wing bestand auf Grund des Endes des Kalten Krieges jedoch nur wenige Jahre. Da das britische Verteidigungsministerium keinen weiteren Bedarf für das Areal hat, soll die Einrichtung der zivilen Konversion unterzogen werden.

### RAF Upwood
Heute werden nur noch Reste des früheren Flugplatzareals in Upwood militärisch genutzt, auch Upwood wurde schon während des Ersten Weltkrieges genutzt. Während des Zweiten Weltkrieges unterstand Upwood jedoch dem (britischen) Bomber Command und blieb es bis 1961. Anschließend wurde die Basis für zwei Jahrzehnte von diversen RAF-Schulungseinrichtungen genutzt und wurde 1981 eine Satellitenstation des 10. TRW in RAF Alconbury, das hier allerdings keine fliegenden Staffeln stationiert hatte.